# Port d'Elat
El Port de Eilat (en hebreu: נמל אילת) És l'únic port israelià de la Mar Roja, està situat en l'extrem nord del Golf de Àqaba. El port de Elat és gestionat per l'Autoritat Portuària d'Israel, va ser inaugurat en 1947 i actualment es fa servir principalment per al comerç amb els països de l'Extrem Orient. Permet la navegació israeliana per arribar a l'oceà Índic sense haver de navegar a través del Canal de Suez. Els bloquejos navals egipcis dels Estrets de Tiran que controlen l'accés a Elat van ocupar un lloc destacat en els esdeveniments que van donar lloc a dos importants conflictes àraboisraelians: la Guerra del Sinaí i la Guerra dels Sis Dies.